# Смит, Уильям (лексикограф)
Сэр Уи́льям Смит (англ. William Smith; 1813, Лондон — 7 октября 1893, Лондон) — английский лексикограф, издатель «Словаря греческих и римских древностей», «Словаря греческих и римских биографий и мифологии» и «Словаря греческой и римской географии».

## Биография
Родился в 1813 году в Лондоне на Уотлинг-стрит (по другим данным — в Энфилде) в семье конгрегационалистов. Был старшим сыном Уильяма Смита из Энфилда (графство Миддлсекс). Младшим братом Смита был Филип Смит, специалист по древней истории. Первоначально готовился к теологической карьере, но после избрал своей профессией право и был принят на работу в качестве стажёра Паркером, известным солиситором. В свободное время изучал классическую античность. Так как религиозная мать запретила ему идти в Кембриджский университет, Смит поступил в Университетский колледж Лондона, где получил первые призы в греческом и латинском классе. 8 мая 1830 года поступил в Грейз-Инн, но в дальнейшем оставил изучение права ради учёбы в Университетском колледже Лондона, где стал магистром под руководством Томаса Хьюитта Кея, у которого Смит почерпнул многие приёмы, которые потом использовал при написании книг по классической грамматике с упражнениями. Писал статьи в «Penny Cyclopædia», редактировал извлечения из Тацита, «Апологию» и другие работы Платона. В 1834 году женился на Мэри, дочери Джеймса Крампа из Бирмингема.
В дальнейшем Смит занялся составлением словарей. Первой его работой в этой области стало издание в 1842 году «Словаря греческих и римских древностей» (англ. «Dictionary of Greek and Roman Antiquities»), значительную часть которого он написал самостоятельно. Позже издал «Словарь греческих и римских биографий и мифологии» (англ. «Dictionary of Greek and Roman Biography and Mythology»; 1849) и «Словарь греческой и римской географии» (англ. «Dictionary of Greek and Roman Geography»; 1857). В его работах участвовали некоторые[кто?] ведущие исследователи того времени.
В 1850 году Смит начал выпускать школьные словари. В 1853 году вместе с издателем Джоном Мюрреем начал серию «Principia» (рус. Начала), которая значительно продвинула вперёд школьное изучение греческого и латинского языка. За ней последовала серия «Student’s Manuals of History and Literature». Книгу «Student’s Greece» (1854) из этой серии Смит написал самостоятельно.
Одними из наиболее важных книг Смита были те, в которых он касался вопросов экклезиологии. Такими были «Библейский словарь» (англ. «Dictionary of the Bible»; 1860—1865), «Словарь христианских древностей» (англ. «Dictionary of Christian Antiquities»; 1875—1880), изданный совместно с архидиаконом Самуэлем Читхэмом, и «Словарь христианских биографий, литературы, сект и доктрин» (англ. «Dictionary of Christian Biography, Literature, Sects, and Doctrines»; 1877—1887), совместно с Генри Вейсом. В 1875 году вместе с Джорджем Грувом выпустил «Атлас древней географии» (англ. Atlas of ancient geography). В 1854—1855 годах издал аннотированную редакцию книг Эдварда Гиббона с комментариями Франсуа Гизо и Генри Милмана.
В 1843 году, вскоре после издания «Словаря греческих и римских древностей», Смит становится классическим преподавателем в колледже Хомертон. В 1850 году, когда колледжи Хайбери, Хомертона и Коварда были объединены в Нью-Колледж, Смит получает должность профессора греческого и латинского языка и литературы. В 1853—1869 годах Смит был классическим экзаменатором в Лондонском университете. После отставки стал членом сената университета. В 1857 году был выбран членом комитета, а 11 марта 1869 года — секретарём (англ. registrar) Королевского литературного фонда. Был почётным доктором гражданского права Оксфордского (1870) и Дублинского (1890) университетов, а также почётным доктором права Университета Глазго и почётным Ph. D Лейпцигского университета. В 1867 году Смит стал главным редактором журнала тори Quarterly Review, кем и оставался до самой смерти. В 1875 году был членом Королевской комиссии по авторскому праву (англ. Royal Comission on Copyright). В 1892 году был посвящён в рыцари. Умер 7 октября 1893 года в Лондоне.

## Труды
- Многие статьи из «A Dictionary of Greek and Roman Antiquities» в переводе
- «Dictionary of Greek and Roman Antiquities» (англ.) — редакция 1875 года, неполная
- «Dictionary of Greek and Roman Biography and Mythology» (англ.) — редакция 1870 года
- «Dictionary of Greek and Roman Antiquities» (англ.) — редакция 1870 года